# Ptolemej I. Soter
Ptolemej I. Soter (grč. Πτολεμαῖος Σωτήρ) (Makedonija, 367. pr. Kr.  – Egipat, 283. pr. Kr. ), grčko-makedonski vojskovođa i egipatski kralj, vladao 305. pr. Kr. – 283. pr. Kr. Bio je jedan od vojskovođa Aleksandra Velikog, u borbama dijadoha nakon Aleksandrove smrti uspio je zavladati Egiptom i osnovati dinastiju Ptolemejevića, koja je vladala Egiptom 305. pr. Kr. – 30. pr. Kr. Smatra se i osnivačem znamenite Aleksandrijske knjižnice. Supruga mu je bila Euridika Egipatska. Naslijedio ga je njegov sin Ptolemej II. Filadelf.

## Životopis
Sin makedonskog plemića Laga, Ptolemej je upoznao Aleksandra već u mladim danima. Nakon što je 336. pr. Kr. Aleksandar postao kralj, Ptolemej ga je, kao jedan od njegovih tjelesnih čuvara, pratio u njegovim vojnim pohodima. Od 327. pr. Kr. postaje jedan od najpouzdanijih Aleksandrovih vojnih zapovjednika.
Kada je Aleksandar 323. pr. Kr. umro, Ptolemej od Perdike, glavog regenta carstva, dobiva na upravu Egipat, kao satrap. Ptolemej je ubrzo prišao koaliciji Antipatera, Antigona, Kratera i Lizimaha protiv Perdike. Perdika je krenuo s vojskom na Egipat, ali kada nije uspio prijeći Nil vojska se pobunila i ubila ga 321. pr. Kr. Antipater, novi regent cijelog carstva, potvrdio je Ptolemeju pravo da ostane satrap Egipta.
Godine 318. pr. Kr. pod vlast Ptolemeja pali su i Palestina i Cipar,a 315. pr. Kr. se udružuje s Lizimahom, Kasandrom i Seleukom protiv Antigona koji je zavladao velikim dijelom Azije. Pobijedio je, zajedno sa Seleukom, Demetrija, sina Antigonova, u bitci kod Gaze, 312. pr. Kr. Time je Antigon izgubio velik dio Azije. Godine 311. pr. Kr. uspostavljen je mir, a u Makedoniji je ubijen sin Aleksandra Velikog, Aleksandar IV. Makedonski. Sada Ptolomeju nitko nije mogao osporiti vlast u Egiptu.
Godine 310. pr. Kr. rat se nastavio. Demetrije je Ptolemejevoj floti nanio težak poraz 306. pr. Kr. u pomorskoj bitci kod Salamine. Antigon je zauzeo Cipar i proglasio se kraljem. Zatim je Antigon s vojskom od oko 88.000 ljudi i velikom flotom krenuo u invaziju na Egipat, ali je veliko nevrijeme uništilo brodove, a Ptolemej je novcem privukao brojne vojnike na svoju stranu. Nakon ove neuspjele invazije Ptolemej se 305. pr. Kr. proglasio kraljem (faraonom) Egipta.
Od 305. pr. Kr. do 304. pr. Kr. Demetrije je držao otok Rod pod opsadom, jer su stanovnici Rodosa bili vjerni Ptolemeju. Opsada Rodosa je završila sporazumom. U znak zahvalnosti za pomoć koju su dobivali od Ptolemeja za vrijeme opsade stanovnici Rodosa su Ptolemeja nazvali Soter (Spasitelj).
Godine 302. pr. Kr. Ptolemej je u dogovoru s Lizimahom i Seleukom napao Antigona u Siriji. Kada je Antigon poginuo u bitci kod Ipsa 301. pr. Kr., Ptolemej je zauzeo dio Sirije, iako nije sudjelovao u bitci protiv Antigona. Godine 300. pr. Kr. sklopio je mir s Lizimahom i dao mu svoju kćer Arsinoju II. za ženu.
Godine 294. pr. Kr. ponovo je osvojio Cipar. Abdicirao je 285. pr. Kr. u korist svog sina Ptolemeja II. Filadelfa, kojega je imao s trećom suprugom Berenikom. Njegov stariji sin Ptolemej Keraun je zbog toga napustio Egipat.